# ジェームズ・ファン・ホーフェン
ジェームズ・ファン・ホーフェン(James Dougal Adrianus "Ox" van Hoften、1944年6月11日-)は、アメリカ合衆国の土木工学者、水工学者、アメリカ海軍軍人、飛行士、アメリカ航空宇宙局の宇宙飛行士である。ヘーゼルナッツ色の瞳を持つ。

## 生い立ち
ファン・ホーフェンは1944年6月11日にカリフォルニア州フレズノでオランダ人の祖先の下に生まれたが、同州バーリンゲームを故郷と考えている。ボーイスカウトの活動を活発に行い、2番目に上位のライフスカウトまで上り詰めた。パサデナのVallarie Davisと結婚し、Jennifer Lyn（1971年10月31日生）、Jamie Juliana（1977年8月24日生）、Victoria Jane（1981年3月17日生）の3人の子供を儲けた。趣味は、スキー、ハンドボール、ラケットボール、ジョギングである。大学時代は、パイ・カッパ・アルファに所属していた。

## 教育
1962年にカリフォルニア州ミルブレーのミルズ高校を卒業した。1966年にカリフォルニア大学バークレー校で土木工学の学士号を取り、1968年と1976年には、コロラド州立大学で水工学の修士号と博士号を取った。

## 飛行経験
1969年から1974年まで、ファン・ホーフェンはアメリカ海軍のパイロットを務めていた。フロリダ州ペンサコーラで飛行訓練を受け、1970年11月にテキサス州ビービルでジェット機のパイロットの訓練を終えた。その後、F-4に乗るためにカリフォルニア州ミラマーの海軍航空基地に配属され、続いてVF-121交代航空部隊に配属された。1972年に航空母艦レンジャー搭載のVF-154のパイロットとして、東南アジアへの2回の遠征で約60回出撃した。
1974年に学業を再開し、博士論文として、「波とチャネル乱流の相互作用」(the interaction of waves and turbulent channel flow)を完成させた。1976年9月にヒューストン大学の土木工学の助手となり、宇宙飛行士候補に選ばれるまでの間、流体力学の授業を担当し、人工内臓及び人工弁の中の液体の流れに関する研究を行った。ファン・ホーフェンは、乱流、波、心血管流に関する多くの論文を書いた。1977年から1980年まで、アメリカ海軍予備役第201戦闘隊でF-4Nに乗り、その後3年間は、F-4Cのパイロットとして[[]]テキサス航空国家警備隊の第147要撃機グループに配属された。
ほとんどジェット機で、3,300時間の飛行経験を持つ。

## NASAでのキャリア
ファン・ホーフェンは、1978年1月にNASAにより宇宙飛行士候補に選定され、1979年8月に1年間の訓練及び評価期間を終えた。
1979年からスペースシャトルの最初の飛行となるSTS-1までの間、カリフォルニア州ダウニーのFlight Systems Laboratoryでスペースシャトルの大気圏再突入や軌道上のガイダンス、ナビゲーション、飛行制御試験の支援を行った。次に、ケネディ宇宙センターの宇宙飛行士支援チームで、スペースシャトルの方向転換試験や飛行準備の責任者となった。1984年のSTS-41-C、1985年のSTS-51-Iでは、ミッションスペシャリストとして搭乗した。合計の宇宙滞在時間は338時間となり、そのうち22時間は宇宙遊泳を行った。

### 宇宙飛行経験

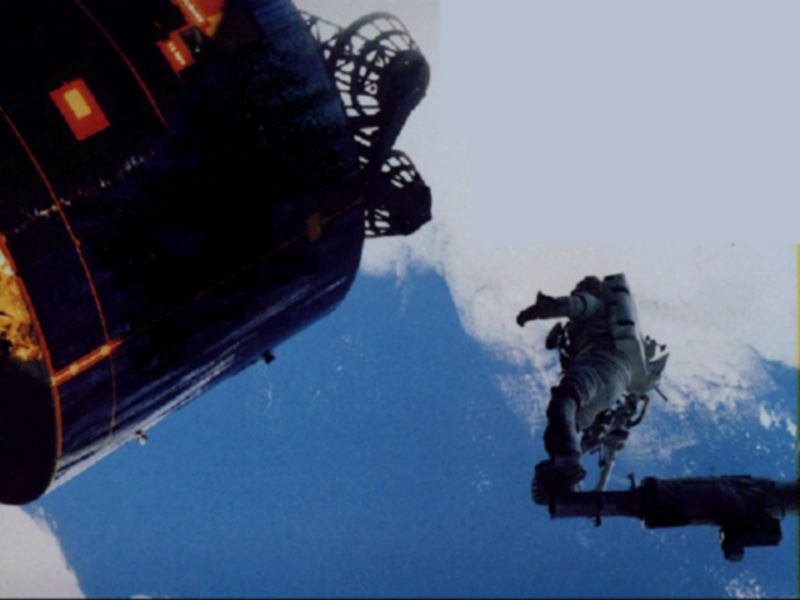
STS-51-Iで宇宙遊泳を行うファン・ホーフェン

1984年4月6日から13日まで行われたSTS-41-Cは、ケネディ宇宙センターから打ち上げられ、エドワーズ空軍基地に着陸した。7日間のミッションで、w:Long Duration Exposure Facility (LDEF)を展開し、故障したソーラーマックス衛星に戻した。このミッションでは、2度の宇宙遊泳の中で、w:Manned Maneuvering Unitの飛行試験、Cinema 360及びIMAX Camera Systemsの運用、ミツバチのハチの巣の構造に関する学生実験も行われた。167時間40分7秒で地球を107周した。
1985年8月27日から9月3日まで行われたSTS-51-Iは、ケネディ宇宙センターから打ち上げられ、エドワーズ空軍基地に着陸した。このミッションで、海軍のSyncom IV-4、オーストラリアのAUSSAT、American Satellite CompanyのASC-1という3つの通信衛星が展開された。また、故障したSyncom IV-3の回収に成功した。2度の宇宙遊泳の際には、ファン・ホーフェンはRMSを操作して、史上初めて、人工衛星を軌道上で捕獲、放出した。また、3Mのための2度目の材料実験であるPhysical Vapor Transport of Organic Solids (PVTOS)も行われた。171時間17分42秒で地球を112周した。

## NASA以降のキャリア
ファン・ホーフェンは、ベクテルの副社長及びパートナーとなった。また、中東、日本、北南アメリカ等で、国際空港の設計と建設を指揮した。1990年代初めには、香港国際空港を含み、230億円が投じられたAirport Core Programmeも指揮した。後にイギリス航空管制公社の責任者も務めた。2009年には、ロンドン・ガトウィック空港の社外取締役に指名された。

## 組織
アメリカ航空宇宙学会、シグマ・カイ、カイ・イプシロン、パイ・カッパ・アルファのメンバーである。

## 受賞等
- メリトリアスサービスメダル
- エア・メダル 2度
- w:National Defense Service Medal
- w:Vietnam Service Medal
- w:NASA Space Flight Medals 2度